# Varkala
Varkala là một thành phố và khu đô thị của quận Thiruvananthapuram thuộc bang Kerala, Ấn Độ.

## Nhân khẩu
Theo điều tra dân số năm 2001 của Ấn Độ, Varkala có dân số 42.273 người. Phái nam chiếm 49% tổng số dân và phái nữ chiếm 51%. Varkala có tỷ lệ 78% biết đọc biết viết, cao hơn tỷ lệ trung bình toàn quốc là 59,5%: tỷ lệ cho phái nam là 77%, và tỷ lệ cho phái nữ là 79%. Tại Varkala, 11% dân số nhỏ hơn 6 tuổi.